# Centenario de la Independencia de Colombia
El Centenario de la independencia colombiana fue un plan de actividades destinadas a la celebración de los 100 años de los sucesos ocurridos en Santafé de Bogotá el 20 de julio de 1810, que significaron el inicio del proceso independentista de la República de Colombia. El 20 de julio de 1810 se dio el Grito de Independencia por parte de los patriotas aprovechando que los españoles estaban siendo invadidos por Napoleón Bonaparte quién pretendía gobernar España. En 1819 se logró la independencia luego de muchas batallas, buscando de esa manera que los españoles dejaran las tierras y que Colombia pudiera establecer su propio gobierno.

## Organización
Fue creada la Comisión Nacional del Centenario,en 1907 en el gobierno de Rafael Reyes Prieto. Se realizaría finalmente en el gobierno de Ramón González Valencia.

## Celebraciones
Se llevaron a cabo homenajes a Simón Bolívar y a Policarpa Salavarrieta, en Bogotá los actos se llevaron a cabo a partir del 15 de julio y se extendieron hasta el 31 del mismo mes. En las principales ciudades del país se realizaron concursos, desfiles, misas, inauguraciones de obras públicas, instalaciones de estatuas y ofrendas florales, procesiones, discursos y banquetes.
El 15 de julio de 1910, se destapó un busto del conquistador Gonzalo Jiménez de Quesada.
Para el 17 de julio, la instalación en la Plaza de Bolívar de una placa conmemorativa en homenaje a conquistadores y personalidades del período anterior a la independencia como Rodrigo de Bastidas, Pedro de Heredia, José Celestino Mutis y Francisco Antonio Moreno y Escandón.
La realización de la Exposición Nacional, Industrial, Agrícola y Pecuaria con 5 pabellones.
El 22 de julio se rindió tributo a Francisco de Paula Santander en el parque de su nombre.
Durante el 24 de julio, se celebró una misa campal en la Plaza de Bolívar y se colocó la corona de oro del Cuzco en la estatua del Libertador.
El  31 de julio, para cerrar las celebraciones, se inauguró un monumento a los héroes anónimos en el Parque de la Independencia.
La participación de las academias profesionales y de las facultades universitarias le dio a los festejos una dimensión cultural.
Fueron inaugurados el panteón del Voto Nacional y el quiosco de la luz en el Parque Nacional de Bogotá. En total se inauguraron 14 monumentos en Bogotá, como la estatua de Antonio Nariño, la estatua ecuestre de Simón Bolívar (parte del antiguo Monumento a Los Héroes), las figuras de Policarpa Salavarrieta (actualmente en el barrio Las Aguas), Francisco José de Caldas (Parque de las Nieves), y el monumento a los héroes anónimos (actualmente en la calle 63).Varios de los puentes de la ciudad fueron nombrados con nombres de próceres.
En 1911, se realizó una Urna Centenaria que sería abierta el 20 de julio de 2010, la cual se pude consultar actualmente en el Archivo de Bogotá.
Se publicó el periódico El Centenario.